# Перес Бурруль, Альфонсо
Альфо́нсо Пе́рес Бурру́ль (исп. Alfonso Pérez Burrull; род. род. 15 сентября 1965, Комильяс, Кантабрия) — испанский футбольный судья. Арбитр ФИФА с 2002 года.

## Карьера
Заниматься футбольным арбитражем начал ещё в колледже, в перерывах между занятиями. В Примере дебютировал 7 сентября 1997 года в матче «Депортиво» (Ла-Корунья) — «Мальорка», завершившийся со счётом 1:1. Международную карьеру начал в 2002 году.
Сезон 2008/2009 был отмечен крупным скандалом. В матче чемпионата между «Реалом» и «Осасуной» Бурруль удалил игрока последней за две жёлтые карточки показанные за симуляцию. В то же время видеоповтор продемонстрировал, что нарушение со стороны соперников всё-таки было. «Осасуна» разорвала отношения с судейским комитетом Испании, комитет отстранил Альфонсо Перреса от работы на некоторое время.
В финале Кубка УЕФА 2009 был запасным (четвёртым) арбитром.